# Аляб'єв Анатолій Миколайович
Анатолій Миколайович Аляб'єв (рос. Анатолий Николаевич Алябьев; 12 грудня 1951 — 11 січня 2022) — радянський біатлоніст, олімпійський чемпіон.
Помер від коронавірусної хвороби.

## Виступи на Олімпіадах
| Олімпіада        | Дисципліна                | Місце |
| ---------------- | ------------------------- | ----- |
| Лейк-Плесід 1980 | спринт 10 км              | 3     |
| Лейк-Плесід 1980 | індивідуальна гонка 20 км | 1     |
| Лейк-Плесід 1980 | естафета 4 х 7,5 км       | 1     |